# Tricimba tofinistrigata
Tricimba tofinistrigata är en tvåvingeart som först beskrevs av Günther Enderlein 1911.  Tricimba tofinistrigata ingår i släktet Tricimba och familjen fritflugor. Inga underarter finns listade i Catalogue of Life.